# Посольство Люксембурга в России
Посольство Великого Герцогства Люксембургского в Российской Федерации (люкс. Ambassade vu Lëtzebuerg a Russland) — дипломатическая миссия Люксембурга в России, расположена в Москве в Хамовниках в Хрущёвском переулке. В здании посольства располагается Люксембургско-Российский Деловой Форум.
- Посол: господин Томас Райзен (с 2023 года)
- Адрес посольства: 119034 Москва, Хрущёвский переулок, 3 (станция метро «Кропоткинская»).
- Индекс автомобильных дипломатических номеров: 012.

Соаккредитация: Казахстан, Белоруссия.

## Отделы посольства
- Консульский отдел: 119034, Россия, Москва, Хрущёвский пер., 3.

## Послы Люксембурга в России
- Адриен Майш (1970—1974)
- Робер Блес (1986—1991)
- Жан-Мари Остерт (1991—1995)
- Адриен Майш (1995—1998)
- Карло Кригер (2003—2007)
- Гастон Стронк (2007—2011)
- Пьер Ферринг (2011—2016)
- Жан-Клод Кнебелер (2016—2020)
- Жорж Фабер (2020—2023)
- Томас Райзен (2023 — н. в.)